# 勞斯和合恩塞 (英國國會選區)

選區在林肯郡的位置

勞斯和合恩塞（英語：Louth and Horncastle），英國國會一郡選區，位於林肯郡東北部，包括東林齊北部大部。
本區始設於1997年。本區自始創以來的當區議員為保守黨的彼得·塔普塞。他在2010年大選中以49.6%選票成功連任。